# Sân bay quốc tế Crnl. FAP Carlos Ciriani Santa Rosa
Sân bay quốc tế Coronel FAP Carlos Ciriani Santa Rosa (IATA: TCQ, ICAO: SPTN) là một sân bay phục vụ Tacna, Peru. Đơn vị vận hành là CORPAC S.A. (Corporacion Peruana De Aeropuertos Y Aviacion Comercial S.A.), một cơ quan thuộc chính phủ, quản lý các sân bay ở Peru. Sân bay này cách biên giới Chile 27 km. Đây là sân bay chính của vùng Tacna. Đường băng sân bay này dài 2500 m bề mặt nhựa đường.

## Các hãng hàng không và các tuyến bay
Hiện có các hãng hàng không sau đang hoạt động tại sân bay này:
- LAN Airlines
  - Lan Peru (Arequipa, Lima)